# Pelorovis
Pelorovis és un gènere extint de boví que va viure durant el període Plistocè, apareixent fa 2 milions d'anys i extingint-se fa 10.000 anys, al final d'aquest període. Es caracteritzava per les seves proporcions corporals majors que les dels seus parents moderns d'Àfrica i Àsia (els representants dels gèneres Syncerus i Bubalus): els mascles arribaven a pesar fins a 2 tones i les seves banyes estaven bastant desenvolupats, perquè mesuraven fins a 3 metres d'ample. Aquest animal es distribuïa en grans ramats per zones de sabana en moltes regions, de nord a sud del continent. Aparentment va haver-hi dues espècies: Pelorovis antiquus, en el nord d'Àfrica (on s'han trobat representacions de l'animal en l'art rupestre) i Pelorovis capensis, en l'orient i el sud.